# Bear Lake (condado de Kalkaska)
Bear Lake es un lugar designado por el censo del condado de Kalkaska, Míchigan, Estados Unidos. Según el censo de 2020, tiene una población de 366 habitantes.
En los Estados Unidos, un lugar designado por el censo (traducción literal de la frase en inglés census-designated place, CDP) es una concentración de población identificada por la Oficina del Censo de los Estados Unidos exclusivamente para fines estadísticos.

## Geografía
Está ubicado en las coordenadas 44°43′3″N 84°56′37″O / 44.71750, -84.94361 (44.717532, -84.94367). Según la Oficina del Censo de los Estados Unidos, tiene una superficie total de 16.56 km², de la cual 14.92 km² corresponden a tierra firme y 1.64 km² están cubiertos de agua.

## Demografía
Según el censo de 2020, hay 366 personas residiendo en la zona. La densidad de población es de 24.53 hab./km². El 97.81% de los habitantes son blancos y el 2.19% son de una mezcla de razas. Del total de la población, el 0.55% son hispanos o latinos de cualquier raza.